# Instituto Histórico e Geográfico de Guarapuava
O Instituto Histórico e Geográfico de Guarapuava (IHG) é uma instituição civil sem fins lucrativos voltada à pesquisa e à proteção do patrimônio material e imaterial da cidade de Guarapuava, fundado em 7 de junho de 2008.

## História
O Instituto foi criado em 7 de junho de 2008 por diversos pesquisadores e historiadores, durante o seminário dos institutos históricos e geográficos realizado em Guarapuava em meio às celebrações dos 200 anos da chegada da família real ao Brasil. Teve como primeiro presidente o professor e pesquisador Murilo Walter Teixeira.
Em 2013, sob a presidência do professor Armando Holocheski (gestão de 2011–2013), sob regime de comodato, passa a ocupar o imóvel de propriedade da Prefeitura Municipal de Guarapuava junto à Academia de Letras, Artes e Ciências e ao Conselho de Patrimônio. A casa sede, construída em 1897, foi propriedade da família Teixeira, leva o nome de seu primeiro morador, Joaquim Cardoso Teixeira, político e tabelião da cidade. Desde então, a casa passou por processo de reforma e restauração até a reinauguração em 2015.

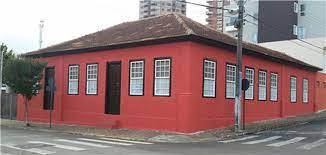
Sede do IHG desde 2014

Em 2014, pelos esforços da presidente Zilma Dalla Vecchia (gestão 2013–2015), o IHG foi reconhecido como instituição de Utilidade Pública Municipal de Guarapuava por meio da Lei 2.289/ 2014 sancionada pelo prefeito César Silvestri Filho. No ano seguinte, recebe do Tribunal de Justiça do Estado do Paraná (TJPR) a doação de mobiliário para a sede.
No ano de 2022, na gestão de José Marcondes (2019–2023), o IHG passa a ter representação permanente no Conselho Municipal de Cultura e Preservação do Patrimônio Histórico de Guarapuava, criado pela Lei 3.275/2022.

## Presidentes
- 2008–2011: Murilo Walter Teixeira
- 2011–2013: Armando Holocheski
- 2013–2015:  Zilma Haick Dalla Vecchia
- 2015–2019: Ariel José Pires
- 2019–2023: José Marcondes do Espírito Santo
- 2023–2025: Vanderley Rosa Edling

## Atividades
O IHG realiza diversas atividades culturais ao longo do ano, entre palestras, eventos, lançamentos de livros, coleta de dados e documentos. Desde 2024, por meio de projeto aprovado em edital da Lei Paulo Gustavo, o IHG também realiza o primeiro cineclube gratuito de Guarapuava, que, além da exibição de filmes e documentários, promove debates que buscam apresentar a história de Guarapuava e do Paraná por meio de produções cinematográficas nacionais e internacionais.